# Неветленфолу
Неветленфо́лу (угор. Nevetlenfalu) — село в Пийтерфолвівській сільській громаді Берегівського району Закарпатської області України. До 2000 р. називалося Дякове.

## Географія
Неветленфолу розташований біля західного підніжжя гір Оаш.
Відстань до райцентру становить близько 24 км і проходить автошляхом Т 0735. Поблизу села розташований автомобільний та залізничний пункт контролю Дякове на кордоні з Румунією. З румунського боку знаходиться пункт пропуску «Халмеу», жудець Сату-Маре, автошлях E81, з яким збігається E58, у напрямку Сату-Маре.

## Назва
У різні історичні часи село Неветленфолу називалося по-різному: Дьокгазо, Дьокфолво, Діакфолво, Ґокфолу, Неветленфолу, Даково, Дяково. Деякі дослідники вважають, що назва села походить від слів «адеак», «дяк», що на угорській, слов'янській, румунській мовах вживалися стосовно грамотної людини, писаря.
Було на Виноградівщині одне село, яке мало дуже негарну, паскудну назву. Якось раз у селі організували бал. На той бал прийшло багато легінів, один кращий за другого. Один із них запросив на танець найгарнішу красуню в селі. Танцюючи, він спитав, як називається село, яка його точна назва. Дівчина соромилася сказати справжню назву села. Але хлопець наполягав. Тоді вона сказала: Неветлен, що в перекладі з угорської означає безіменне. Хлопець сприйняв серйозно і всім сказав, що він був в селі Неветлен і познайомився там з прекрасною дівчиною.
З того часу село так і назвали — Неветлен. Тільки вже за радянської влади урядовцям не злюбилося мадярське слово «неветлен», і вони змінили назву села на Дяково.
Розповідь старожилів: "Сталося це в ті часи, коли королем Угорщини був Матяш Корвін. Він оголосив, щоб кожне безіменне село, місто направило в Буду (тодішня столиця Угорського королівства) своїх представників, щоб отримати офіційні назви сіл і міст від самого короля.
Так вирушили з нашого села посланці до королівського двору. Але дорога була тривала і тяжка. Тому «депутати» часто — густо зупинялися в придорожніх корчмах, щоб відпочити й освіжитися.
Таким чином, коли вони дійшли до Буди — пункту свого призначення, — спізнилися. Не залишилося жодної назви для села.
Король думав — міркував і врешті — решт сказав: «Ідіть-но додому гарненько і наказую вам називати своє село після цього „Неветленфолу“».
Відтоді й збереглася ця цікава, незвична назва села."

## Археологія
На північ від села, в урочищі Мондичтог та Ківерде, на берегах мертвого русла ріки Ботар — багатошарове поселення епохи неоліту (культури пізньоалфелдської мальованої кераміки), бронзи (культура Станове), латенського та давньослов'янського часів. Досліджувалося експедицією УжДУ в 1971—1973 роках. В урочищі Кіш Мозе, на території сучасного колгоспного подвір'я — пізньопалеолітичне поселення. В урочищі Какавар, біля залізничного переїзду, знайдено розрізнені знахідки епохи енеоліту.
Ліворуч від дороги Неветленфолу — Нове Клинове — залізоробний центр ІІ — І століть до нашої ери. В урочищі Текереш. що на правому березі ріки Ботар, відкрито залізоробний центр VIII—IX століть, що досліджувався експедицією УжДУ в 1972 році. В околицях села наприкінці XIX століття знайдено скарб золотих орнаментованих кілець. Аналізуючи матеріальну культуру мешканців дяківського поселення, історики зробили висновки про їх господарську діяльність. Основним заняттям їх було землеробство і скотарство. Вирощували такі злаки: ячмінь, просо і пшеницю. Збір врожаю проводився за допомогою бронзових серпів. Розмолювали зерно зернотерками. Поряд із землеробством важливе місце в господарському житті займало скотарство. На це вказують залишки кісток великої і дрібної рогатої худоби.
Допоміжною виробничою галуззю було полювання, рибальство та збиральництво.
Багатий тваринний світ в навколишніх лісах поповнював потреби населення в м'ясі. Виготовлення кераміки, прядіння і ткацтво носили домашній характер. Жителі цього краю розширювали ділові й культурні зв'язки з гето-дакійськими племенами Трансільванії та з населенням Прикарпаття та Придніпров'я.

## Історія
Перша письмова згадка про село під назвою Gyakfalva, датується 1380 роком, але сімя Дякфолві (що носить ім'я села) згадується в документах вже в 1360 році. Уродженцями цього села є знаменита сім'я, разом з тим трагічна, Заполі, яка була дуже відома не за багатство, а своїм старовинним походженням. Теперішній назві передувала назва села Деакфолво від імені одного з першопоселенців. Першими власниками села була дрібнопоміщицька сім'я Дьокфолві, яка вступила у родинні зв'язки із дрібними поміщиками сусідніх сіл Оклі, Чепеї Золтан, Доболці, Ардаї Вечеї, Олмаші Нодь, Шашварі Береш та ін.
Але з часом під впливом слов'ян переформувалося в Діякфолво (в той час дяком називали людину, що знає читати і писати). Існує така версія, що в староугорській мові слово дьяк було нецензурним і його інтерпретували як «колоти, битися рогами, здійснювати статеві зносини». Про походження цієї назви села є кілька місцевих притч, але ймовірним є пояснення, що на цей час вимерла дрібнопоміщицька сім'я Дьокфолві, що володіла селом, і село залишилося без господаря. Продовжувача роду Дьокфолві не було і село залишилося сиротою — "без назви ".
Під час нашестя татар і турків у XVI ст. село було кілька разів спалено і зруйновано, але воно кожного разу оживало, відбудовувалось.
Село під назвою Nevetlenfalu виникає лише у 1619 р. Відомий угорський історик Іштван Сабо наполягає на тому, що цю назву село отримало в 1629 році, яка кінцево закріпилася лише в другій половині XVIII століття. До того часу в селі використовувалися обидві назви.
Згідно з переписом населення, в 1921 році в селі було 99 будинків, у яких проживало 562 мешканців, у тому числі 292 чоловіків і 270 жінок. Це одне з небагатьох сіл, де кількість чоловіків перевищувала жіноче населення. За національністю 17 чехословаків, 49 русинів, 418 угорців, 37 євреїв. За віросповіданням 243 римо-католики, 114 греко-католиків, 163 протестанти і 37 юдеїв. В цей час в село завезли 2 сім'ї чехів, утворивши хутір Кошанів Лаз. В часи Чехословаччини тут відкрили державну угорськомовну двокласну школу з двома учителями, а також чеську горожанську школу.

## Релігія
Римо-католицька громада заснована в XIV столітті. У часи реформації громада разом з маленькою церквою перейшла в руки реформатів. Лише в 1744 році католикам вдалося повернути церкву. Оскільки стара будова церкви сильно постраждала в результаті різних лих, і особливо землетрусу, в 1880 році розпочалося будівництво нової, яка була посвячена на честь Воздвиження Чесного Хреста в 1903 році. Є метричні записи з 1790 року. Обслуговує громаду о. Ласло Гойош.
Жителі села на початку реформації прийняли нову віру. На місці старої готичної церкви в 1901 році побудовано нову реформатську церкву. Це класична церква з двохярусною вежею. В 1987 році за кошти, пожертвувані вірниками, зроблено капітальний ремонт церкви. В 1996 році громаді повернули забрану в 1948 році парохію. В 2000 році розпочали будівництво нової.
Протягом XIX—XX століть греко-католицька громада була філіалом ботарської церкви. Кількість вірників в 1792 році 32-є чоловік, в 1847 — 35, в 1915—123 греко-католики. Перед забороною церкви в 1947 році при останньому переписі населення рахувалося 50 вірників. В церковних і державних органах греко-католицька громада знову зареєстрована в 1993 році. Наріжний камінь, хрест та ділянку під спорудження храму Святого Юрія Великомученика владика Мілан освятив 22 квітня 2007 року. Кошти на спорудження збирали прихожани (їх у селі зараз 78 чоловік), жертвували греко-католицькі громади навколишніх сіл, Мукачівська греко-католицька єпархія, уряд Угорщини, меценати, райдержадміністрація та благодійний центр з Мюнхена (Німеччина). Освячення готової церкви відбулося 22 жовтня 2011 року.

## Населення
Згідно з переписом УРСР 1989 року чисельність наявного населення села становила 1317 осіб, з яких 631 чоловік та 686 жінок.
За переписом населення України 2001 року в селі мешкало 1595 осіб.

### Мова
Розподіл населення за рідною мовою за даними перепису 2001 року:
| Мова       | Відсоток |
| ---------- | -------- |
| угорська   | 86,83 %  |
| українська | 11,76 %  |
| російська  | 1,10 %   |
| молдовська | 0,06 %   |
| румунська  | 0,06 %   |

## Туристичні місця
- На північ від села, в урочищі Мондичтог та Ківерде, на берегах мертвого русла ріки Ботар — багатошарове поселення епохи неоліту (культури пізньоалфелдської мальованої кераміки), бронзи (культура Станове), латенського та давньослов'янського часів.
- В урочищі Кіш Мозе, на території сучасного колгоспного подвір'я — пізньопалеолітичне поселення.
- В урочищі Какавар, біля залізничного переїзду, знайдено розрізнені знахідки епохи енеоліту.
- Ліворуч від дороги Неветленфолу — Нове Клинове — залізоробний центр ІІ — І століть до нашої ери. В урочищі Текереш. що на правому березі ріки Ботар, відкрито залізоробний центр VIII—IX століть.
- В околицях села наприкінці XIX століття знайдено скарб золотих орнаментованих кілець.
- Поблизу села розташований автомобільний та залізничний пункт контролю Дякове на кордоні з Румунією.
- В селі знаходиться залізнична станція на лінії Дяково- Королево. Попередня назва села — Дяково. Старожили розповідають, що через село в другій половині 1800-х років провели залізничну лінію, але не було станції. Її появі завдячують депутату угорського парламенту Ковачу Бейлі, який в той час залицявся до однієї з жительок Неветленфолу. Відносини були досить серйозними, тому він часто приїжджав у село. Те, що поїзди тут не зупинялися, викликало велику незручність. Тому він домігся в урядових колах, щоб у Неветленфолу побудували залізничну станцію з обов'язковою зупинкою пасажирських поїздів. На жаль, він не одружився, але станція залишилася.
- Надзвичайно цінний церковний орган, виготовлений у 1844 році братиславським майстром Карлом Клекнером, нині знаходиться у досить поганому стані.